# DDR5 SDRAM
DDR5 SDRAM (anglicky double-data-rate 5 SDRAM) je typ operační paměti pro počítače, jejichž standard byl zveřejněn 14. července 2020 (původně byl zamýšlen pro rok 2018). Jsou nástupcem pamětí DDR4 SDRAM a nejsou zpětně kompatibilní se staršími moduly kvůli fyzickému provedení konektoru.

## Srovnání DDR[1][2]
| Srovnání DDR            |                    |          |          |
|                         | DDR5               | DDR4     | DDR3     |
| Max. kapacita čipu      | 64 Gbit            | 16 Gbit  | 4 Gbit   |
| Max. kapacita UDIMM     | 128 GB             | 32 GB    | 8 GB     |
| Max. propustnost na pin | 6.4 Gbps           | 3.2 Gbps | 1.6 Gbps |
| Frekvence               | 6400 MHz           | 3200 MHz | 2133 MHz |
| Celková šířka           | 64-bits (2x32-bit) | 64-bits  | 64-bits  |
| Kanály                  | 2                  | 1        | 1        |
| Počet bank ve skupině   | 4                  | 4        | 8        |
| Počet skupin s banky    | 8/4                | 4/2      | 1        |
| Napětí                  | 1.1 V              | 1.2 V    | 1.5 V    |
| Uvedení                 | 2020               | 2012     | 2007     |

## Změny v porovnaní sDDR4 SDRAM

### Zvýšení energetické účinnosti
Spolu se základními změnami hustoty a rychlosti paměti; DDR5 také znovu zlepšuje provozní napětí.
DDR5 pracuje s napětím 1,1 V, což je pokles z 1,2 V předchozí generace. To zlepšuje energetickou účinnost paměti ve srovnání s DDR4, ačkoliv výkon se nezvýšil tak silně, jako u DDR4 a předchozích standardů.
Regulace napětí je přesunuta ze základní desky na jednotlivé moduly DIMM (Dual In-line Memory Module), takže jsou moduly DIMM odpovědné za své vlastní potřeby regulace napětí. To znamená, že DIMM obsahují integrovaný regulátor napětí, a to platí pro všechny typy pamětí, od UDIMM (Unbuffered Dual In-line Memory Module) až po LRDIMM (Load-Reduced Dual Inline Memory Module).
Podle JEDEC, regulátory on-DIMM také obecně umožňují lepší tolerance napětí, což zlepšuje výnosy DRAM.

### Frekvence
Minimální frekvencí pro DDR5 je podle specifikace 3200 MHz, ale výrobci plánují začít od 4800 MHz a zvyšovat ji až na 8400 MHz.

### Stejný počet pinů
Moduly DDR5 DIMM mají stále 288 kontaktů jako DDR4, ale s pozměněnými výstupními konektory. Použití modulů DDR5 DIMM ve slotech DDR4 není možné. Zatímco počet kontaktů se nemění, konektory ano, aby se přizpůsobily novým funkcím DDR5 a zejména jeho dvoukanálové konstrukci. Velkou změnou zde je, že sběrnice příkazů a adres je menší a rozdělena na oddíly, přičemž piny se znovu přidělují do datové sběrnice pro druhý paměťový kanál. Namísto jedné 24bitové sběrnice CA mají DDR5 dvě 7bitové sběrnice CA, jednu pro každý kanál.

### Zdvojnásobení skupin s banky
Aby se při zvyšování hustoty pamětí (bajtů na čip) udržel výkon, je zvýšeno množství banků v paměti. Uděláno je to pomocí zdvojnásobení počtu skupin s banky. V jednotlivé skupině jsou stále čtyři banky jako v pamětech DDR4, ale standard DDR5 zdvojnásobuje počet skupin s banky ze dvou či čtyř v DDR4 na čtyři nebo osm. Toto umožní provádět mnohem více souběžných operací a zvyšuje šanci, že bude možné provést novou operaci, na kterou zrovna z CPU přiběhne požadavek.
Příkaz REFsb (Refresh Same Bank), který DDR5 přidalo oproti předchozímu příkazu REFab (Refresh All Banks), obnovuje jen jeden bank v každé skupině s banky, což zvyšuje rychlost periodického obnovování DRAM.

### Dva 32bitové kanály a zvětšení propustnosti
Skupina JEDEC očekává uvedení DDR5 na 4,8 Gb / s, což je přibližně o 50 % rychleji než oficiální rychlost 3,2 Gb / s pamětí DDR4. V následujících letech současná verze specifikace umožní přenosové rychlosti až 6,4 Gb / s, což zdvojnásobuje oficiální maximum DDR4.
Jednotlivé moduly nekomunikují jedním 64bitovým kanálem, ale dvěma 32bitovými. 
Délka série pro každý kanál je zdvojnásobena z 8 bajtů (BL8) na 16 bajtů (BL16), což znamená, že každý kanál  dodává 64 bajtů na operaci. Ve srovnání s DDR4 DIMM pak DDR5 DIMM běžící na dvojnásobku jmenovité rychlosti paměti (identické rychlosti jádra) přináší dvě 64bajtové operace v době, kdy DDR4 DIMM dodá pouze jednu, čímž se zdvojnásobí efektivní šířka pásma. Míra paralelismu je vyšší, díky čemuž také vzrostla teoretická propustnost.
Velikost standardní linky mezipaměti zůstává 64 bajtů. Větší délka série v paměti typu DDR4 by měla za následek 128bajtové operace, což je pro jednu linku mezipaměti příliš velké, a v nejlepším případě by to vedlo ke ztrátám účinnosti/využití, pokud by řadič paměti nechtěl hodnotu dvou řádků sekvenčních dat. Pro srovnání, protože dva kanály paměti DDR5 jsou nezávislé, může řadič paměti požadovat 64 bajtů z různých umístění, takže je lépe přizpůsoben tomu, jak procesory skutečně fungují.
Místo dnešního paradigmatu DDR4 dvou DIMM vyplňujících dva kanály pro nastavení 2x64bit se systém DDR5 funkčně chová jako nastavení 4x32bit. Paměť je stále nainstalována v párech, ale nyní každá DDR5 má dva menší 32bitové kanály.

## Prezentace nové operační paměti
První operační paměť nové generace představila SK Hynix 6. října 2020. V DDR5 bude implementována podpora korekce chyb ECC a tvrdí, že ve srovnání s pamětí předchozí generace spolehlivost aplikace by se měla zvýšit na 20krát. Kapacita paměťových modul od SK Hynix může dosáhnout 256 Gb při použití výrobní technologie Through-Silicon-Via (TSV).
Zpočátku bude paměť DDR5 DRAM pronikat do serverového segmentu: očekává se, že umožní výrazně snížit spotřebu energie a náklady na vlastnictví datového centra při současném zvýšení spolehlivosti a výkonu. 